# Joeropsis sanctipauli
Joeropsis sanctipauli är en kräftdjursart som beskrevs av Brian Frederick Kensley1989. Joeropsis sanctipauli ingår i släktet Joeropsis och familjen Joeropsididae. Inga underarter finns listade i Catalogue of Life.